# Une vie cachée
Pour plus de détails, voir Fiche technique et Distribution.
Une vie cachée (A Hidden Life) est un drame psychologique et religieux américano-allemand réalisé par Terrence Malick, sorti en 2019. Il s'agit d'un film biographique sur l'objecteur de conscience autrichien Franz Jägerstätter, vénéré comme bienheureux et martyr par l'Église catholique depuis sa béatification par Benoît XVI en 2007. Le film a fait partie de la compétition du festival de Cannes 2019.

## Synopsis
En 1938, après l'arrivée des troupes d'Hitler en Autriche, Franz Jägerstätter est le seul de son village, St. Radegund, à s'opposer au régime nazi allemand. Il refuse ensuite catégoriquement de combattre pour le Troisième Reich et devient objecteur de conscience. Il est alors emprisonné à Linz, puis à Berlin.

## Fiche technique
Sauf indication contraire, les informations mentionnées dans cette section peuvent être confirmées par la base de données cinématographiques IMDb,  présente dans la section « Liens externes ».
- Titre original : A Hidden Life
- Titre français : Une vie cachée
- Titre de travail : Radegund
- Réalisation et scénario : Terrence Malick, d'après la biographie d'Erna Putz en 2007 et 2009
- Montage : Rehman Nizar Ali
- Directeur de la photographie : Jörg Widmer
- Direction artistique : Steve Summersgill
- Musique : James Newton Howard
- Costumes : Lisy Christl
- Décors : Sebastian T. Krawinkel
- Production : Elizabeth Bentley, Dario Bergesio, Grant Hill, Josh Jeter et Marcus Loges
- Sociétés de production : Studios de Babelsberg
- Langue originale : anglais, allemand
- Pays de production :  Allemagne,  États-Unis
- Genre : guerre, biopic
- Dates de sortie :
  - France : 19 mai 2019 (festival de Cannes 2019) ; 11 décembre 2019 (sortie nationale)

## Distribution
- August Diehl (VF : Jochen Hägele) : Franz Jägerstätter
- Valerie Pachner : Franziska Jägerstätter, dite Fani, née Schwaninger
- Michael Nyqvist (VF : Pierre-François Pistorio) : l'évêque Joseph Fliessen
- Jürgen Prochnow : le major Schlegel
- Matthias Schoenaerts (VF : Matthieu Albertini) : le capitaine Herder
- Bruno Ganz (VF : Georges Claisse) : le juge Lueben
- Martin Wuttke (VF : Gérard Darier) : le major Kiel
- Maria Simon (VF : Caroline Cadrieu) : Resie (la belle-sœur de Franz)
- Franz Rogowski : Waldlan (le compagnon de cellule de Franz)
- Tobias Moretti (VF : Maurice Decoster) : Ferdinand Fürthauer (prêtre de St Radegund)
- Ulrich Matthes : Lorenz Schwaninger (beau-père de Franz)
- Karin Neuhäuser : Rosalia Jägerstätter (mère de Franz)
- Max Mauff : Sterz
- Johan Leysen : Ohlendorf (gradé SS)
- Sophie Rois : une tante
- Karl Markovics : le maire du village de St Radegund
- Alexander Radszun : le juge Sharp
- Nicholas Reinke : le Père Moericke

 Source et légende : version française (VF) sur RS Doublage,.

## Production

### Genèse et développement
Alors que son film Song to Song n'est pas encore achevé, Terrence Malick annonce en juin 2016 le sujet de son nouveau film : la vie de l'Autrichien Franz Jägerstätter, un objecteur de conscience opposant au régime hitlérien qui est décapité par les nazis en 1943, puis béatifié et déclaré martyr par l'Église catholique en 2007, incarné à l'écran par l'Allemand August Diehl. L'Autrichienne Valerie Pachner jouera sa femme Franziska. Ce sera par ailleurs la toute dernière apparition au cinéma de l'acteur suédois Michael Nyqvist. Le film est sélectionné en compétition officielle du Festival de Cannes 2019.

### Tournage
Le tournage se déroule du 11 juillet 2016 au 19 août 2016. Il a lieu en Italie (Bressanone, Brunico, Sappada), en Allemagne (Zittau, studios de Babelsberg) ainsi qu'en Autriche.
Parmi les références artistiques évoquées par Terrence Malick sur le plateau, celle du peintre Johannes Vermeer était très présente.

## Accueil

### Critique
En France, le site Allociné recense une moyenne des critiques presse de 3,8⁄5.
Pour le quotidien La Croix, à travers ce drame le réalisateur met en lumière les héros oubliés de la Seconde Guerre mondiale : « Le chef-d’œuvre de Terrence Malick apporte une réponse saisissante au tragique destin de Franz Jägerstätter, lumière fragile qui brille au cœur des ténèbres. » Pour le magazine Paris Match, certains aspects de la mise en scène n'ont pas convaincu : « Si Malick offre comme à l’accoutumée un film visuellement ébouriffant, quelques plans d’inspiration quasi divine, il utilise aussi jusqu’au trop plein ses longs travellings et contre plongées à la steadycam, dont la fluidité finit parfois par devenir un gimmick. » Critikat aussi dénonce le trop-plein de lyrisme. Les Cahiers du cinéma dénoncent le parti-pris linguistique en le comparant à Le Temps d'aimer et le Temps de mourir. Écran Noir a des réserves mais apprécie les thématiques proches d'Antigone de Jean Anouilh comme le libre-arbitre et les choix dérisoires mais justes. Plusieurs critiques parlent d'un retour en grâce du cinéaste après une période expérimentale clivante de To the Wonder à Song to Song.

### Box-office
- France : 220 057 entrées[16].

## Distinctions

### Récompenses
- Festival de Cannes 2019 : 
  - Prix du jury œcuménique[17]
  - Prix François-Chalais

### Sélection
- Festival de Cannes 2019 : sélection officielle, en compétition
- Festival Chrétien de Bayonne 2022 : sélection officielle, en compétition